# Касильдув
Касильдув (пол. Kasyldów) — село в Польщі, у гміні Кшивда Луківського повіту Люблінського воєводства.
Населення — 173 особи (2011).
У 1975-1998 роках село належало до Седлецького воєводства.

## Демографія
Демографічна структура станом на 31 березня 2011 року:
|          | Загалом | Допрацездатний вік | Працездатний вік | Постпрацездатний вік |
| -------- | ------- | ------------------ | ---------------- | -------------------- |
| Чоловіки | 88      | 26                 | 55               | 7                    |
| Жінки    | 85      | 22                 | 46               | 17                   |
| Разом    | 173     | 48                 | 101              | 24                   |